# Колташевский сельсовет
Колташëвский сельсове́т — упразднённые административно-территориальная единица и муниципальное образование со статусом сельского поселения в составе Кетовского района Курганской области России.
Административный центр — село Колташево.
15 марта 2022 года сельсовет был упразднён в связи с преобразованием муниципального района в муниципальный округ.

## История
В соответствии с Законом Курганской области от 6 июля 2004 года № 419 сельсовет наделён статусом сельского поселения.

## Население
| 1989  | 2002  | 2010  | 2012  | 2013  | 2014  | 2015  |
| ----- | ----- | ----- | ----- | ----- | ----- | ----- |
| 2056  | ↘2006 | ↗2072 | ↗2156 | ↗2223 | ↗2290 | ↗2386 |
| 2016  | 2017  | 2018  | 2019  | 2020  |       |       |
| ↗2417 | ↗2456 | ↘2447 | ↗2448 | ↗2524 |       |       |

## Состав сельского поселения
| № | Населённый пункт | Тип населённого пункта       | Население |
| - | ---------------- | ---------------------------- | --------- |
| 1 | Грачево          | деревня                      | ↘237      |
| 2 | Залесовский      | посёлок                      | ↗320      |
| 3 | Зелёный Лог      | посёлок                      | ↘25       |
| 4 | Колташево        | село, административный центр | ↗1184     |
| 5 | Кривина          | деревня                      | ↗54       |
| 6 | Шкодинское       | деревня                      | ↗252      |